# جف جانز
جف جانز (انگلیسی: Geoff Johns؛ زادهٔ ۲۵ ژانویهٔ ۱۹۷۳) یک نویسنده کمیک‌بوک و تلویزیون، تهیه‌کننده فیلم، تهیه‌کننده تلویزیونی و فیلم‌نامه‌نویس اهل ایالات متحده آمریکا است. او رئیس بخش خلاقیت دی‌سی کامیکس است و از سال ۲۰۱۰ تاکنون این پست را در اختیار داشته. او به خاطر کار بر روی مجموعه‌های تلویزیونی اسمالویل، ارو و فلش شناخته شده‌است. او در مهٔ ۲۰۱۶ به عنوان رئیس دنیای سینمایی دی‌سی نیز انتخاب شد.از مهم ترین کمیک های او میتوان به فانوس سبز:اوریجین مخفی(green lantern secret origin)،
فانوس سبز :نبرد سپاه سینسترو(green lantern:sinestro corps war)،فانوس سبز:تاریک ترین شب(green lantern:blackest night)،فلشپوینت(flashpoint)،لیگ عدالت ریشه ها(justiceleauge:origin)،لیگ عدالت جنگ دارکساید(justiceleauge:darkside war) اشاره کرد

## فیلم شناسی

### فیلم سینمایی
- اسلحه مرگبار ۴ (۱۹۹۸) (دستیار تهیه کننده)
- گرین لانترن (فیلم) (۲۰۱۱) (دستیار تهیه کننده)
- بتمن در برابر سوپرمن: طلوع عدالت (۲۰۱۶) (تهیه کننده اجرایی)
- جوخه انتحار (فیلم) (۲۰۱۶) (تهیه کننده اجرایی)
- واندر وومن (فیلم ۲۰۱۷) (‌تهیه  کننده اجرایی)
- لیگ عدالت (فیلم ۲۰۱۷) (تهیه کننده)
- آکوامن (فیلم) (۲۰۱۸) (نویسنده داستان و تهیه کننده اجرایی)
- شزم! (فیلم) (۲۰۱۹) (تهیه کننده اجرایی)
- پرندگان شکاری (فیلم ۲۰۲۰) (تهیه کننده اجرایی)
- زن شگفت‌انگیز ۱۹۸۴ (۲۰۲۰) (نویسنده)
- سپاه فانوس سبز (۲۰۲۰) (نویسنده)
- بتمن (تهیه کننده) (۲۰۲۱)

### سریال
- اسمالویل (۲۰۰۹) (نویسنده)
- ارو (مجموعه تلویزیونی) (۲۰۱۳) (نویسنده)
- فلش (مجموعه تلویزیونی ۲۰۱۴) (نویسنده)
- تایتان‌ها (مجموعه تلویزیونی ۲۰۱۸) (نویسنده و تهیه کننده)
- دووم پاترول (مجموعه تلویزیونی) (۲۰۱۹) (تهیه کننده اجرایی)
- بتوومن (تهیه کننده اجرایی) (۲۰۱۹)
- استار گرل (۲۰۲۰) (نویسنده و تهیه کننده اجرایی)